# 1991 DB
1991 DB är en asteroid i huvudbältet som upptäcktes 18 februari 1991 av den amerikanske astronomen Eleanor F. Helin vid Palomar-observatoriet.
Asteroiden har en diameter på ungefär 0,6 kilometer och den tillhör asteroidgruppen Amor.